# YMCA Nederland

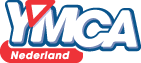
Logo YMCA Nederland

Het internationale logo van de vereniging

YMCA Nederland is een non-profitorganisatie. Ze is vooral actief op het gebied van recreatie en vrije tijd voor jongeren in de leeftijd van 6 tot 25 jaar. De afkorting YMCA staat voor Young Men's Christian Association.
Er zijn verschillende plaatselijke YMCA's, jeugdclubs in ruim 250 plaatsen en elk jaar vinden er zo’n 175 verschillende kinderkampen en jongerenreizen plaats. YMCA Nederland is lid van YMCA Europa en de YMCA Wereldbond.

## De geschiedenis
De vereniging werd op 23 oktober 1853 opgericht met als naam: het Nederlandsch Jongelings Verbond (NJV). In de statuten werd het doel omschreven als: het tot stand brengen van een samenwerking tussen de christelijke jongelingsverenigingen en het bevorderen van de oprichting van nieuwe christelijke jongelingsverenigingen.  Bij het verbond sloten zich aan:
- Vereeniging ter bevordering der Evangelie (het latere Excelsior, Jongelingsvereeniging ter bevordering van Christelijk Leven), opgericht in Amsterdam in 1851
- Christelijke Jongelings Vereeniging onder den Handwerkstand, opgericht in Amsterdam in 1852
- Christelijke jongelingsvereniging in Alphen aan den Rijn
- Christelijke jongelingsvereniging in Nieuwer-Amstel

De eerste Algemene Ledenvergadering werd gehouden op 5 juni 1854 in Amsterdam. Het NJV sloot zich aan bij de Wereldbond van Young Men's Christian Associations.
Na bijna 100 jaar werd het woord 'jongeling' als verouderd ervaren en op de Nationale Bondsdag te Amsterdam in 1948 werd daarom besloten de naam van het NJV te wijzigen in Christelijk Jonge Mannen Verbond (CJMV). Na de oorlog werd het christelijk jeugdwerk ook niet langer formeel gescheiden, meisjes konden in steden en grote plaatsen ook lid worden van de plaatselijke christelijke jongemannen verenigingen. In 1956 gaf het CJMV een liederenbundel Vrolijk zingen wij! uit, "ten dienste van het Meisjesverbond CJVF [en het] Chr. Jonge-Mannen Verbond". Per 1958 waren bij bijna 300 van de ongeveer 760 plaatselijke afdelingen van het CJMV zowel jongens als meisjes als leden ingeschreven. Bij de fusie tussen het CJMV en het Meisjesverbond CJVF werd in 1958 de naam van het CJMV veranderd in het Christelijk Jongeren Verbond (CJV). In 1979 werd de naam CJV-YMCA Nederland en in 1995 werd het YMCA Nederland.
In 1999 nam YMCA Nederland de zeilschool Nautilus in Kerkdriel over. Vanuit deze locatie werden CWO-vaaropleidingen verzorgd. Ook organiseerde Nautilus bedrijfsuitjes, schoolkampen, survival- en wintersportvakanties. Per 1 november 2011 zijn alle activiteiten vanuit Nautilus gestopt en verzorgt de YMCA geen CWO-opleidingen meer. De locatie in Kerkdriel is ontmanteld en de grond zal ten behoeve van zand- en grindwinning worden afgegraven.

## Takken
In Nederland is de YMCA verdeeld in diverse takken. Dit zijn:
- YMCA Jongerenreizen organiseert voor jongeren tussen de 18 en 25 jaar kampeer- en backpackreizen binnen en buiten Europa.
- Y Camps organiseert vakantieweken voor kinderen met een hulpvraag. Bijvoorbeeld omdat ze diabetes hebben, uit een ander land gevlucht zijn, moeite hebben met sociale contacten of omdat hun ouder alleenstaand is en het moeilijk vindt een vakantie voor het gezin te organiseren.
- YMCA Management beheert de YMCA-conferentiehotels en -kampeerterreinen.
- YMCA Jeugdwerk bestaat uit ongeveer 250 lokale groepen. Hiervan is een deel aangesloten bij een kerk. Verschillende lokale groepen hebben eigen kampterreinen en gebouwen.

## Organisatie
Het hoofdkantoor van de Nederlandse YMCA is gevestigd in Den Dolder. Het jeugdwerk wordt ondersteund vanuit twee regionale bureaus, Noord-Oost en Zuid-West.